# 연제교통
연제교통은 부산광역시 연제구에 소속해 있는 마을버스 운송업체이다.

## 차고지
- 부산광역시 연제구 황령산로524번길 45 (연산동)

## 운행 노선
- 연제1번 (부산시청 ~ 물만골)
- 연제3번 (부산시청 ~ 유림아파트)